# Nils Ericson (staty)

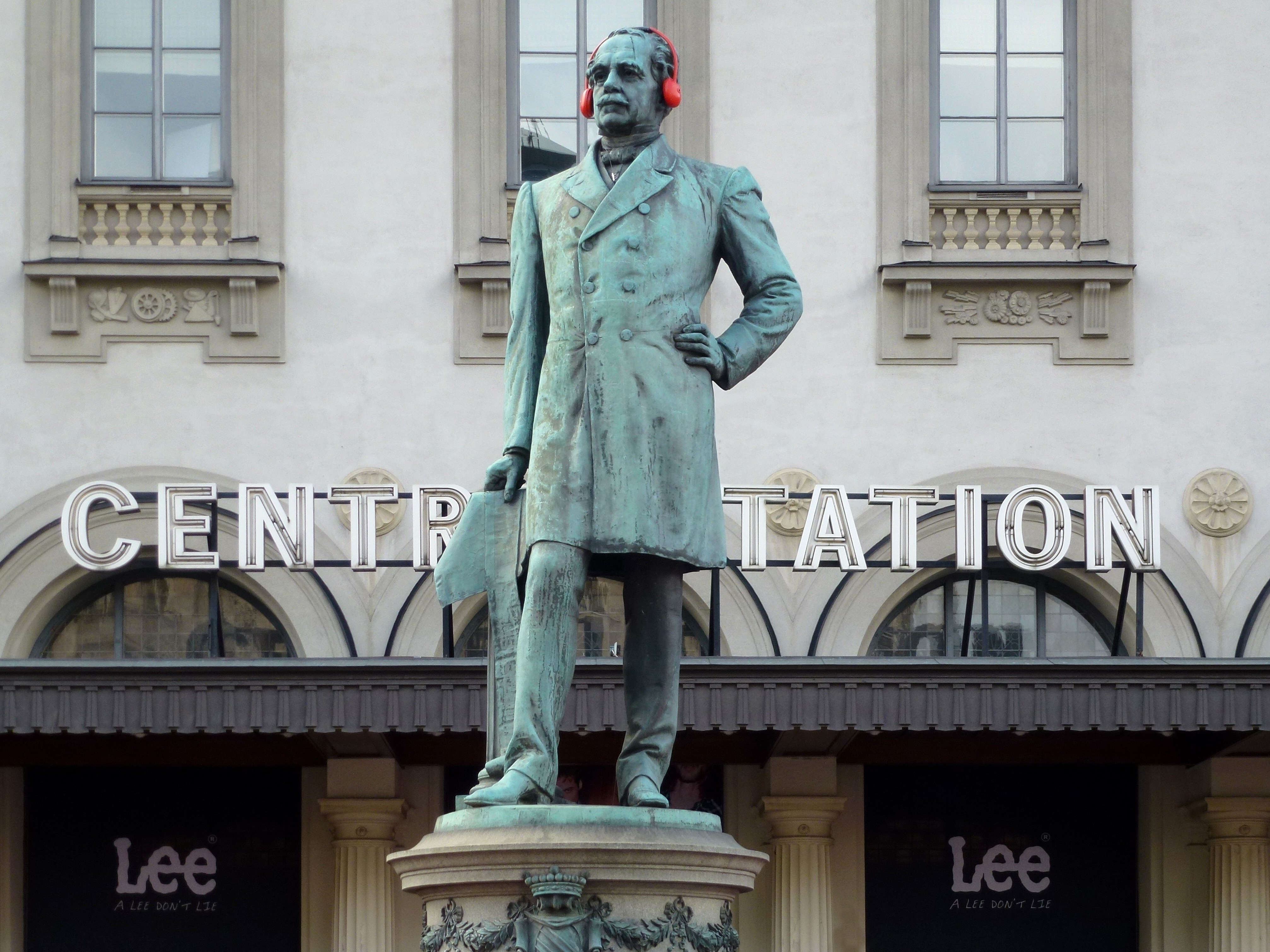
Nils Ericsons staty utanför Stockholms centralstation. Det röda hörselskyddet på bilden har inget samband med statyns ursprungliga utförande.

Nils Ericsons staty står på Centralplan utanför Stockholms centralstations huvudingång. Statyn avbildar ingenjören och järnvägsbyggaren Nils Ericson. Statyn skapades av bildhuggaren John Börjeson och avtäcktes den 8 september 1893.

## Bakgrund
Nils Ericson arbetade under hela sitt liv med främst infrastrukturprojekt. Han var delaktig i skapandet av Trollhätte slussverk, nya slussar vid Slussen i Stockholm samt även skapare av Saima kanal i Finland. Han var även en av de mest centrala gestalterna i skapandet av den svenska järnvägen. Nils var även initiativtagare för Sammanbindningsbanans sträckning, som vållade stora diskussioner på sin tid, och även placeringen av Stockholms centralstation. Det blev till sist hans förslag som genomfördes och sammanbindningsbanan och Stockholms centralstation invigdes 1871.

## Utseende
Statyn skapades av John Börjeson och är gjuten i brons på Otto Meyers konst-, metall- och zinkgjuteri. Den står på en kolonn i granit, som är prydd med Nils Ericson adelsvapen krönt av en friherrekrona samt festonger av lager. Runt sockeln kan man se avbildningar av olika kommunikationsmedel som Ericson varit inbladad i att skapa. På kolonnen står hans namn NILS ERICSON.
Ericson är iklädd kostym och vilar sin högra hand mot en piedestal. På piedestalen ligger en karta som visar Sveriges järnvägar, samt Sammanbindningsbanans sträckning genom Stockholm.
Runt statyn finns sedan 1993 en lägre ring i granit som innehåller en fontän.

## Avtäckning[2]
Statyn avtäcktes den 8 september 1893 klockan 15.00, dagen var Nils Ericsons dödsdag. Närvarande var konung Oscar II, kronprins Gustaf samt prinsarna Carl och Eugen, storhertigen Karl Alexander av Sachsen-Weimar samt prins Fredrik Leopold av Preussen. Dessutom deltog Nils Ericsons släktingar, Kungliga Järnvägsstyrelsen, Väg- och vattenbyggnadsstyrelsen, Finländska överstyrelsen för Väg- och vattenbyggnader, samt särskilt inbjudna från Saima kanal som Ericson varit med att skapa.
Då konungen, prinsarna och de övriga furstliga gästerna anlände sjöngs folksången Bevare Gud vår kung, därefter höll Generaldirektören för Kungliga Järnvägsstyrelsen, Rudolf Cronstedt, ett kort tal där han beskrev Ericsons livsgärning varefter han bad att konungen skulle ge befäl om att täckelset kunde falla. Deltagarna nedlade därefter ett stort antal kransar vid statyns fot, och fler fosterländska sånger sjöngs.

### Cronstedts tal[3]
Cronstedt höll följande tal vid avtäckningsceremonin:
| ” | Idag för 23 år sedan slutade Nils Ericson sin lefnad, och fäderneslandet förlorade i honom en man, hvilken intagit ett framstående rum och förvärfvat sig ett oförgätligt namn både i ingeniörskonstens historia och i Sveriges odlings häfder. Bland de storartade arbeten han utfört, hvilka kräft en ingeniörsförmåga af ovanliga dimensioner, må jag vid detta tillfälle endast erinra om de mest framstående: Trollhätte kanal, Stockholms sluss, Saima kanal och de grundläggande delarne af Svenska statens jernbanor. Då Sveriges konung och folk, inseende den stora betydelse för ett lands utveckling, som jernvägarne ega, ville göra Sverige delaktigt af detta nya medel, som vår tid fått för att närma menniskorna till hvarandra, göra lättare tillgängligt allt det goda jorden eger och sprida bildningens skatter, anförtroddes åt Nils Ericson att administrera och leda svenska statens jernvägsbyggnader, och han gjorde det på ett sådant sätt, att då Sveriges historia en gång täljer vår tids utveckling, skall den icke blott nämna Nils Ericson såsom det svenska jernvägsnätets skapare, utan äfven erkänna hans stora, ännu må hända ej af alla till fullo fattade betydelse för vårt lands inre utveckling. Stor som ingeniör, var han måhända ännu större som administratör och ledare af stora företag. Den organisation och arbetsfördelning han vid dess skapade hafva varit och torde länge komma att blifva mönster på detta område. För den framgång, som följde alla hans företag, hade han uteslutande att tacka sin lysande begåfvning, sitt klara hufvud och sina kloka beräkningar samt den okufliga energi han inlade i allt hvad han gjorde. Sjelf har han genom sina verk rest sig minnesmärken, för hvilka samtiden med beundran bugat sig och hvilka äfven skola hålla profvet inför efterverldens dom samt bevara hans namn till kommande slägten. Den dödes ära varder ej större derigenom att de efterlefvande åt honom resa en ärestod, men vänner och beundrare hafva velat på detta sätt hedra minnet af en man, som med full rätt intager ett rum bland fosterlandets stora män. De hafva velat häråt gifva ett offentligt erkännande och en högtidlig hyllning genom att åt honom resa en minnesvård. Nu är den rest och med rätta rest på den plats - framför det mest storslagna arbete, som af honom blifvit planlagdt - sammanbindningsbanan genom Stockholm - och invid den centrala punkten af statens jernbanenät. Såsom en arbetets man har Nils Ericson genom sitt lif och dess hela verksamhet gifvit oss det bästa föredöme. Må vi derför alla, och i synnerhet vi jernvägsmän, som närmast skördat frukterna af hans arbete, med varmaste erkänsla blicka upp till denna hans bild och söka gälda vår skuld till honom genom att bevara den anda af redbarhet och mönstergill ordning, som utmärkte hela hans person och som han derför kunde ingjuta i den institution, som har att uppbära och fullfölja hans verk. Under uttalandet af dessa önskningar anhåller jag i underdånighet, att Eders Kungliga Majestät, gifva signalen till täckelsets fallande. | „ |

### Statyns placering
Statyn stod ursprungligen mitt i Järnvägsparken, som låg söder om centralstationen. När Tegelbackens och Centralbrons trafikleder anlades på 1960-talet, försvann parken och statyn flyttades till kajen vid Klara Mälarstrand. 1993 flyttades statyn till sin nuvarande plats utanför centralstationens huvudentré.